# Charaxes catachrous
Charaxes catachrous е вид пеперуда от семейство Многоцветници (Nymphalidae). Видът не е застрашен от изчезване.

## Разпространение
Разпространен е в Демократична република Конго, Екваториална Гвинея, Замбия, Камерун, Нигерия, Танзания и Централноафриканска република.